# Wendell Rudath
Wendell Wella Rudath (ur. 10 lipca 1995 w Windhuku) – namibijski piłkarz grający na pozycji napastnika. Od 2021 jest zawodnikiem klubu Jwaneng Galaxy FC.

## Kariera klubowa
Swoją karierę piłkarską Rudath rozpoczął w klubie Civics FC. W sezonie 2013/2014 zadebiutował w jego barwach w pierwszej lidze namibijskiej. W 2015 roku odszedł do Black Africa SC i grał w nim do 2021 roku. Wywalczył z nim dwa wicemistrzostwa Namibii w sezonach 2015/2016 i 2017/2018 oraz mistrzostwo w sezonie 2018/2019. W 2021 przeszedł do botswańskiego Jwaneng Galaxy FC. W sezonie 2022/2023 został z nim mistrzem Botswany.

## Kariera reprezentacyjna
W reprezentacji Namibii Rudath zadebiutował 4 sierpnia 2019 w zremisowanym 0:0 meczu Mistrzostw Narodów Afryki 2020 z Komorami, rozegranym w Windhuku.